# El Tambo (Ecuador)
El Tambo è una parrocchia urbana dell'Ecuador, capoluogo dell'omonimo cantone, nella provincia di Cañar.